# Honoris United Universities
Honoris United Universities, est un groupe spécialisé dans l'enseignement supérieur privé et l'enseignement professionnel sur le continent africain. Il possède notamment les institutions Mundiapolis au Maroc, Université Centrale en Tunisie et Regent en Afrique du Sud. En 2022, le groupe compte 62 000 étudiants.

## Historique
Honoris United Universities est créée en juillet 2017 par le fonds d'investissement britannique Actis Capital (en). Ce dernier y investit 275 millions de dollars pour constituer un réseau d'institutions dans une dizaine de pays africains,.
Les institutions du groupe sont principalement des écoles d'ingénieurs (Esprit, EMSI), des écoles de commerce (Mancosa, Regent Business School) et de santé (UPSAT).
En Janvier 2021, Jonathan Louw en devient CEO et succède à Luis Lopez.

## Institutions

### Afrique du Sud
- Management College of Southern Africa (depuis 2017)
- Regent Business School (2017)
- Red and Yellow (2020)[6]
- Fedisa (2022)[7]

En 2019, les établissements d'Honoris en Afrique du Sud comptaient 22 000 étudiants.

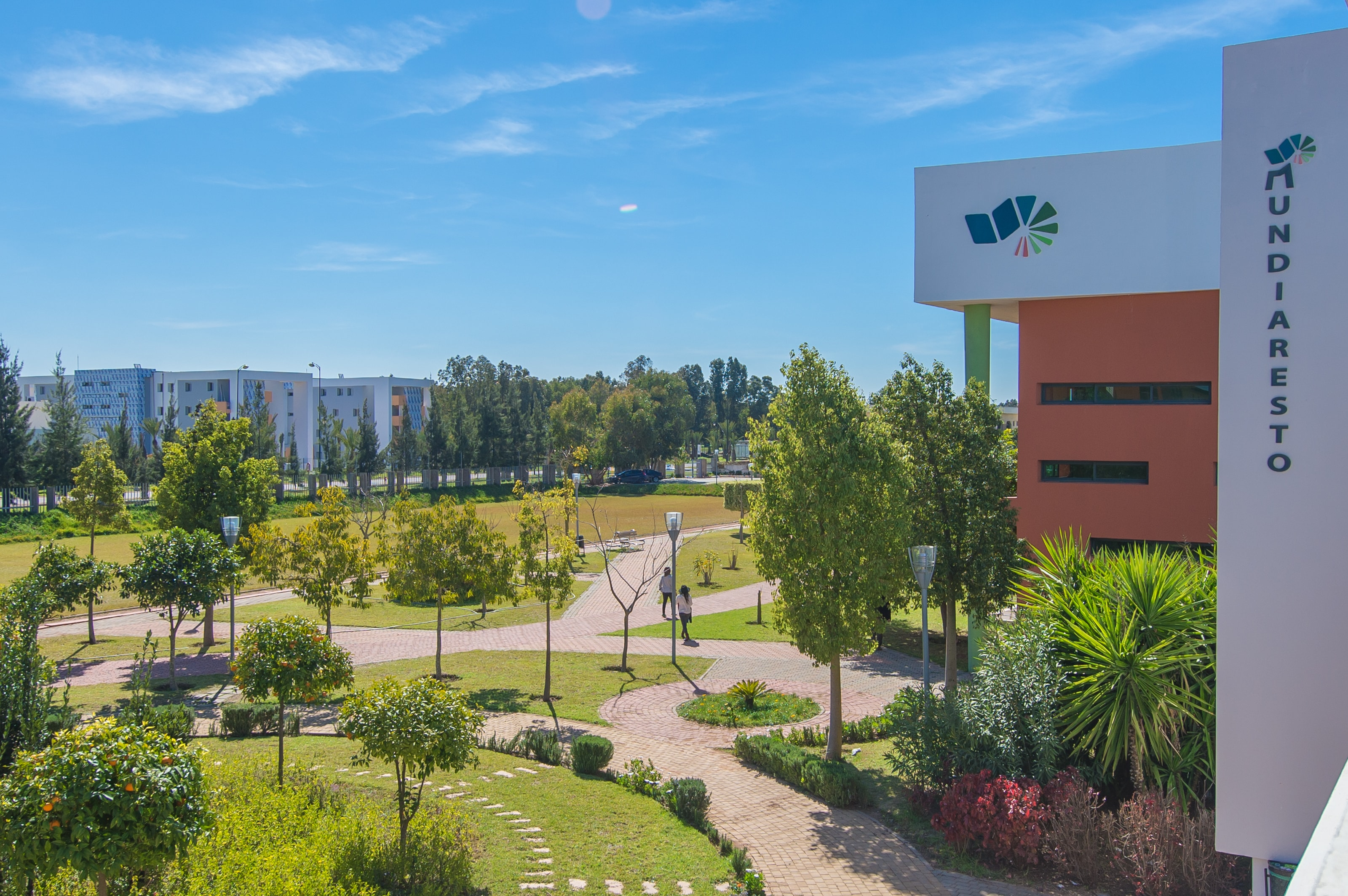
Campus de Mundiapolis, Maroc

### Maroc
- Université Mundiapolis (depuis 2017)[9]
- EMSI (2018)[10]
- Ecole d'Architecture de Casablanca (EAC) (2018)

En 2019, ces 3 établissements marocains comptaient 6 000 étudiants : 4 500 à l'EMSI, 1 100 à Mundiapolis et 300 à l'EAC. Le Maroc comptant 45 000 étudiants dans le supérieur privé, 13 % de ceux-ci était dans un établissement du groupe Honoris.
Honoris ouvre en 2021 une école de code à Casablanca, Le Wagon Casablanca. L'école propose des formations de 360h, appelées "bootcamp" et portant sur l'apprentissage de langage de programmation informatique.

### Maurice
- Honoris Educational Network, ex-YKBS (depuis 2019)[12]

En 2022, l'établissement mauricien compte 2 500 alumni.

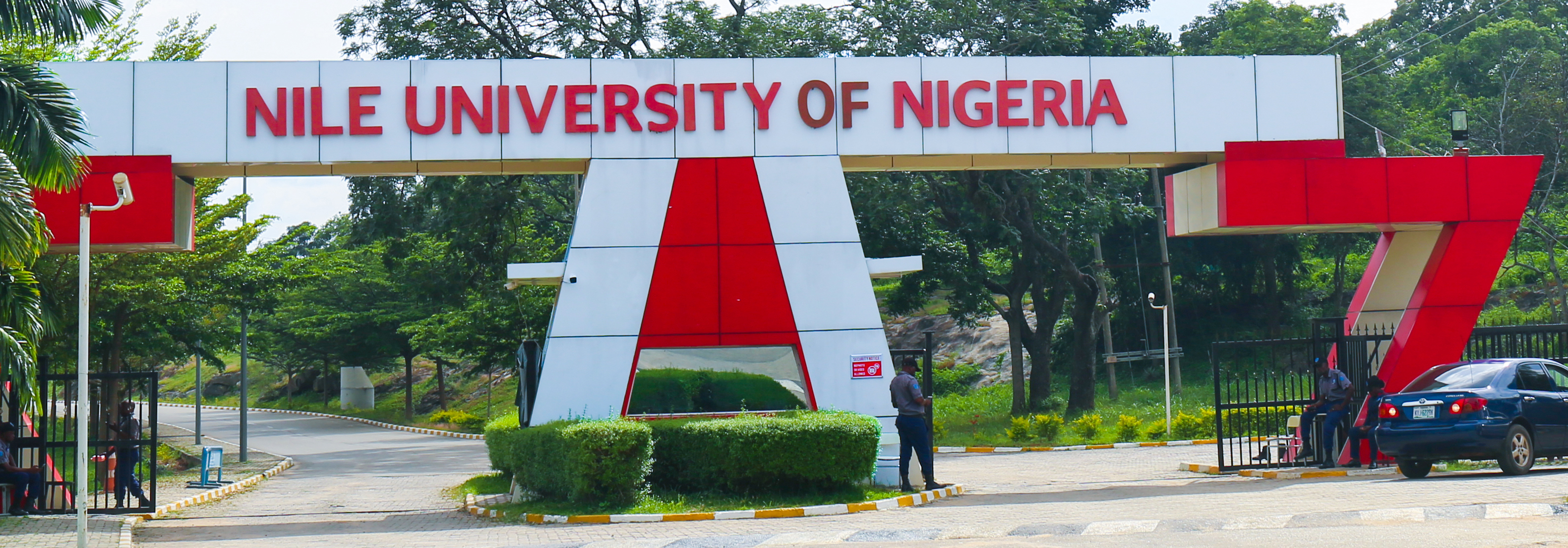
Entrée du campus de Nile University, Nigeria

### Nigeria
- Nile University of Nigeria (en) (depuis 2020)

Au moment de son rachat, Nile University comptait 3 500 étudiants et des frais de scolarité moyens de 6,700$. L'université comptait alors 1700 alumni.

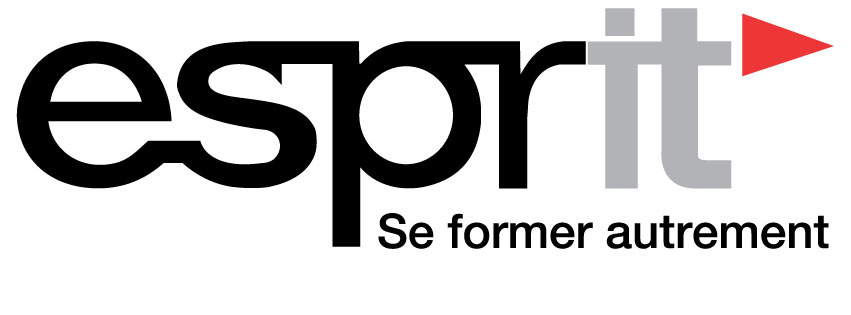
Logo d'Esprit, Tunisie

### Tunisie
- Université centrale (depuis 2017)[15]
- Pôle de formation professionnelle: IMSET et AAC (depuis 2017)[16]
- UPSAT (2018)[17]
- Esprit (2020)[6]

En novembre 2018, Honoris ouvre à Tunis un centre de simulation médicale. Les étudiants s'y exercent en utilisant du matériel médical sur des mannequins et des casques de réalité virtuelle. Fin 2020, le centre avait formé 2 000 étudiants et 200 personnels médical.

### Expansion géographique
Fin 2021, le groupe annonce être en passe de racheter l'université égyptienne Merit University, spécialisée en santé. Parallèlement, une expansion au Kenya et en Côte d'Ivoire est à l'étude.

### Effectifs
En 2019, 32 000 étudiants étaient inscrits dans un établissement Honoris, 5 000 de plus qu'en 2017.
En 2022, Honoris compte 62 000 étudiants.

### Partenariat
En 2022, Honoris est partenaire pédagogique d'un programme de formation de la Fondation Coca-Cola et de WIA qui forme 7 000 entrepreneuses africaines.

### Métavers
En 2022, le groupe annonce avoir créé un campus dans le métavers, réunissant l'ensemble de ses institutions réparties sur 10 pays africains.